# Бейца-де-суб-Кодру
Бейца-де-суб-Кодру (рум. Băița de sub Codru) — село у повіті Марамуреш в Румунії. Адміністративний центр комуни Бейца-де-суб-Кодру.
Село розташоване на відстані 412 км на північний захід від Бухареста, 35 км на південний захід від Бая-Маре, 90 км на північ від Клуж-Напоки.

## Населення
За даними перепису населення 2002 року у селі проживали 1557 осіб.
Національний склад населення села:
| Національність | Кількість осіб | Відсоток |
| -------------- | -------------- | -------- |
| румуни         | 1536           | 98,7%    |
| цигани         | 19             | 1,2%     |

Рідною мовою назвали:
| Мова      | Кількість осіб | Відсоток |
| --------- | -------------- | -------- |
| румунська | 1539           | 98,8%    |
| циганська | 14             | 0,9%     |